# Nystalea congrua
Nystalea congrua är en fjärilsart som beskrevs av Dyar 1908. Nystalea congrua ingår i släktet Nystalea och familjen tandspinnare. Inga underarter finns listade i Catalogue of Life.